# برنارد بوديانسكي
برنارد بوديانسكي هو عالم مشهور في مجال الميكانيكا التطبيقية، وقدم مساهمات مبدعة في آليات الهيكلة وميكانيكا المواد، وُلد في 8 مارس في عام 1925 في مدينة نيويورك وتُوفي في 23 يناير 1999 في مدينة ليكسينغتون (ماساتشوستس).

## السيرة الذاتية
وُلد برنارد بوديانسكي في مدينة نيويورك في 8 مارس 1925، لأبين من المهاجرين الروس، لويس وروز بوديانسكي.
وبعد حصوله على درجة البكالوريوس في الهندسة المدنية من كلية مدينة نيويورك في عام 1944 عندها كان بالكاد يزيد على 19 عامًا، وأصبح عالمًا في مجال أبحاث الطيران في اللجنة الاستشارية الوطنية للملاحة الجوية ويُختصر لها ب (NACA)(ذلك قبل تأسيس وكالة ناسا الحالية)، في لانغلي فيلد بولاية فرجينيا.
حصل على إجازة تعليمية من NACA للتسجيل في عام 1947 في برنامج الدراسات العليا في الرياضيات التطبيقية في جامعة براون، أكمل شهادة الدكتوراه في عام 1950 مع أطروحة بعنوان «النظريات الأساسية وعواقب نظرية الانزلاق من اللدونة»، عاد إلى لانغلي في عام 1950، وفي عام 1952، تم تعيينه رئيسًا لفرع الميكانيكا الإنشائية. انضم إلى كلية هارفارد في عام 1955.
قدم مساهمات على نطاق واسع وركزت علي أن الشقوق والفواصل في الصخور تؤثر على انتشار الموجات الزلزالية، والتي أصبحت أساسًا معياريًا لإستنتاج خصائص الصخور في الأرض، وأسهمت في فهم الإجهاد والتشوه في تضخم الرئة البشرية.
و قام برنارد بتركيز عمله في السنوات الأخيرة على المشاكل في مجال علم المواد، وشرح الخواص الميكانيكية للمواد الصلبة من حيث الآليات المجهرية. وأشار إلى هذا المجال المهم باسم «الميكانيكا الدقيقة». حيث كان واحدًا من روادها، وساهم في تفسير انهيار المعادن المطيلة ومتانة السيراميك والمواد الهشة.
فاز برنارد بوديانسكي بالعديد من الأوسمة بما في ذلك AIAA في عام 1970 عن محاضرته البحثية في الجفاف، حصل علي ميدالية تاونسيند هاريس في عام 1974، كما حصل علي مديالية فون كارمن من الجمعية الأمريكية للمهندسين المدنيين في عام 1982 وحصل علي ميدالية تيموشينكو من الجمعية الأمريكية للمهندسين الميكانيكيين في عام 1989، وحصل علي الدكتوراة الفخرية من العديد من الجامعات مثل جامعة نورث وسترن (إلينوي) وجامعة تخنيون في عام 1986.
بالإضافة لكونه عضوًا في الأكاديمية الأمريكية للفنون والعلوم وعضوًا في الأكاديمية الوطنية للهندسة وأيضًا عضوًا في الأكاديمية الوطنية للعلوم وكذلك الأكاديمية الملكية الهولندية للفنون والعلوم، المركز الدنماركي للرياضيات التطبيقية والميكانيكا. 
تُوفي برنارد بوديانسكي في 23 يناير 1999، في منزله في ليكسينغتون (ماساتشوستس)، عن عمر 73 عامًا.

## روابط خارجية
- برنارد بوديانسكي في شجرة علماء الرياضيات
- National Academy of Sciences Biographical Memoir
- Acceptance speech upon receiving the Timoshenko Medal
- Faculty of Arts and Sciences - Memorial Minute